# KV Oostende
Koninklijke Voetbalclub Oostende, förkortas till KV Oostende  är en belgisk fotbollsklubb från Oostende i Västflandern. Oostende ses numera som ett av de större lagen i  Belgien trots att man aldrig vunnit högsta ligan eller cupen. Däremot kom de tvåa säsongen 2016-2017 där man förlorade på straffar mot SV Zulte Waregem i cupfinalen.

## Spelartrupp
| Nr | Land          | Pos | Namn                                             |
| -- | ------------- | --- | ------------------------------------------------ |
| 1  | Nederländerna | MV  | Kjell Scherpen (lån från Brighton & Hove Albion) |
| 3  | England       | F   | Zech Medley                                      |
| 4  | USA           | MF  | Kyle Duncan                                      |
| 5  | England       | F   | Osaze Urhoghide (lån från Celtic)                |
| 6  | Frankrike     | MF  | Maxime D'Arpino                                  |
| 7  | Frankrike     | F   | Théo Ndicka                                      |
| 8  | Nordirland    | MF  | Cameron McGeehan                                 |
| 9  | Senegal       | A   | Makhtar Gueye                                    |
| 10 | Kap Verde     | MF  | Kenny Rocha Santos                               |
| 11 | Belgien       | MF  | Indy Boonen                                      |
| 15 | Tyskland      | F   | Frederik Jäkel (lån från RB Leipzig)             |
| 17 | Kap Verde     | F   | Steven Fortes (lån från Lens)                    |
| 18 | Japan         | MF  | Tatsuhiro Sakamoto (lån från Cerezo Osaka)       |
| 19 | Belgien       | F   | Manuel Osifo                                     |

| Nr | Land      | Pos | Namn                 |
| -- | --------- | --- | -------------------- |
| 22 | Belgien   | MV  | Jordy Schelfhout     |
| 23 | Tyskland  | MF  | Alfons Amade         |
| 24 | Belgien   | MF  | Evangelos Patoulidis |
| 26 | Frankrike | MF  | Vincent Koziello     |
| 27 | Belgien   | F   | Brecht Capon         |
| 28 | Belgien   | MV  | Guillaume Hubert     |
| 29 | Belgien   | MF  | Robbie D'Haese       |
| 33 | Belgien   | F   | Anton Tanghe         |
| 34 | Tyskland  | MF  | Nick Bätzner         |
| 36 | Belgien   | F   | Siebe Wylin          |
| 68 | Frankrike | A   | Thierry Ambrose      |
| 77 | Ghana     | A   | David Atanga         |
| 99 | Belgien   | MF  | Alessandro Albanese  |

## Meriter
- Belgiska cupen:
  - 2:a: 2016–17
- Belgiska Andra Divisionen:
  - Vinnare (2): 1998, 2013
- Belgiska Andra Divisionen Finalrundan:
  - Vinnare (2): 1993, 2004

### Fotnoter
1. ↑  Berend Scholten (19 mars 2017). ”Zulte Waregem win second Belgian Cup” (på engelska). UEFA. http://www.uefa.com/memberassociations/news/newsid=2451104.html. Läst 16 juli 2017.
2. ↑  ”Spelers A-Kern” (på Dutch). K.V. Oostende. Arkiverad från originalet den 14 december 2016. https://web.archive.org/web/20161214120651/http://www.kvo.be/team/spelers-a-kern. Läst 27 maj 2020.